# 四季 (ハイドン)
オラトリオ『四季』（Die Jahreszeiten）Hob.XXI-3は、フランツ・ヨーゼフ・ハイドンが作曲した、『天地創造』と共に有名な作品。

## 概要
『四季』の台本作者であるゴットフリート・ヴァン・スヴィーテン男爵は、イギリスの詩人ジェームス・トムソンの4部からなる長大な叙事詩『四季』のオラトリオ化をはかり、英語の詩をドイツ語に翻訳しながら台本を製作した。
ハイドンがこの台本に基づいてオラトリオを作曲した時期は明らかではないが、作曲に着手したのは1798年4月頃のことで、オラトリオ『天地創造』が初演され、大成功を収めた直後であるといわれている。しかし、それ以後の筆の進みはハイドンにしては珍しく手間がかかり、結局1800年の全体が『四季』の作曲に費やされている。1800年5月11日にハイドンがベルリンの友人（恐らくフンメルであると思われる）に宛てて書いた手紙には、「『四季』については丁度、「夏」の作曲をしているところです。そして、ここ最近は甚だ病気がちなのですが、この冬までには全曲を仕上げたいと望んでいます。けれども、たとえこの難しい仕事が成功でなかったとしても、全ての音楽愛好家たちはその理由をわかってくれるでしょう。」と書かれており、『四季』の第2部「夏」の作曲に没頭していたことが窺える。全曲の完成は1801年初め頃だが、自筆譜が失われているため、正確な日付は判明していない。
初演は同年4月24日にウィーンのメールマルクトにあるシュヴァルツェンベルク侯爵邸の大広間で、ハイドン自身の指揮で行われ、オーケストラと合唱、合わせて180人以上が出演したと伝えられている。また5月1日に同じ場所で演奏が再び行われた後、5月24日にウィーンの宮廷でも演奏されている。一般の人を対象にした公開初演は、同年5月29日にウィーンのレドゥテンザールで行われた。初演後の反響は様々で、聴衆の意見は分かれ、ある聴衆は『天地創造』を上位に位置を付け、また他の人は両者を同等に位置付けたりもし、更にはこの両方の意見に抗議する人もいたという。記録によれば必ずしも一致した賛辞ばかりではなかったという。ただし批判は主に、台本そのものに向けられていたことが判明している。
晩年のハイドンと10年間親しく交わり、ハイドンが亡くなった翌年の1810年に伝記を出版したG.A.グリージンガーは伝記の中に、「ハイドンは『四季』の作曲のため、あまりにも緊張が続いたので、それから後めっきり病弱になった。この仕事を終えて間もない頃、彼はある種の頭痛熱に悩まされていた。」と記している。

## 台本をめぐるハイドンと男爵との確執
スヴィーテン男爵の台本は必ずしも上出来とは言い難く、台本に作曲するにあたって男爵とハイドンとの間にいくつかの確執が生じていることが判明している。第4曲のシモンのアリアは、ハイドンの交響曲第94番『驚愕』の第2楽章（アンダンテ）のメロディを使用しているが、男爵は批判し、メロディを当時流行したオペラのアリアに置き換えようとして、2、3曲程のオペラの題名を挙げた。この要求に対しハイドンは断固として拒否し、「私は絶対に変えるつもりはありません! このアンダンテは今挙げたオペラのどの歌にも劣らず、よく知られている。そしてこのシーンに相応しいではありませんか!」と言い放った。男爵はこの返事に腹を立て、ハイドンを訪問しようとしなかったと伝えられている。
この他にも、詩的でない台本についてハイドンはひどく不平を言ったり、男爵がいたるところで擬音的な描写をするように勧めたことなど決裂の危機もあったが、辛うじて回避され、『四季』の完成まで協力し合うことになったのであった。

## 登場人物
シモン（農夫、バス）、ハンネ（シモンの娘、ソプラノ）、ルーカス（ハンネの恋人、テノール）

## 楽器編成
フルート2、オーボエ2、クラリネット2、ファゴット2、コントラファゴット、ホルン3、トランペット3、トロンボーン3、ティンパニ1対、弦五部

## 演奏時間
約2時間10分（各30分、35分、35分、30分）

## 構成
全39曲からなり、4つの部分に分けられている。

### 第1部 春
- 第1曲 序奏とレチタティーヴォ「見よ、厳しい冬も」
- 第2曲 合唱「来い、のどかな春よ」
- 第3曲 レチタティーヴォ「天の牡羊座から、今」
- 第4曲 アリア「農夫は今、喜び勇んで」
- 第5曲 レチタティーヴォ「農夫は今、骨惜しみをせず」
- 第6曲 三重唱と合唱「慈悲深い天よ、恵みを与えてください」（祈りの歌）
- 第7曲 レチタティーヴォ「私たちの願いは聞き届けられました」
- 第8曲 三重唱と合唱「おお、今や何と素晴らしい」（喜びの歌）

### 第2部 夏
- 第9曲 序奏とレチタティーヴォ「灰色のヴェールに包まれて」
- 第10曲 アリア「眠りを覚ました羊飼いは今」
- 第11曲 レチタティーヴォ「朝焼けが訪れて」
- 第12曲 レチタティーヴォ「今、まわりの全てのものが活動を始め」
- 第13曲 カヴァティーナ「自然は、重圧に喘いでいる」
- 第14曲 レチタティーヴォ「さあ、暗い森に来ました」
- 第15曲 アリア「何という爽やかな感じでしょう」
- 第16曲 レチタティーヴォ「おお見よ、蒸し暑い空気の中で」
- 第17曲 合唱「ああ、嵐が近づいた」
- 第18曲 三重唱と合唱「黒い雲は切れ」

### 第3部 秋
- 第19曲 序奏とレチタティーヴォ「はじめ、春が」
- 第20曲 合唱付き三重唱「こんなに自然は、勤労に報いてくれた」
- 第21曲 レチタティーヴォ「ごらんなさい、あそこのはしばみの茂みの方へ」
- 第22曲 二重唱「町から来た美しい人、こちらへおいで!」
- 第23曲 レチタティーヴォ「今、裸に剥かれた畑に」
- 第24曲 アリア「広い草原を見渡してごらん!」
- 第25曲 レチタティーヴォ「ここで、野兎を塒（ねぐら）から」
- 第26曲 合唱「聞け、この大きなざわめき」
- 第27曲 レチタティーヴォ「ぶどうの樹には、今」
- 第28曲 合唱「万歳、万歳、ぶどう酒だ」

### 第4部 冬
- 第29曲 序奏とレチタティーヴォ「今、色褪せた年が沈み」
- 第30曲 カヴァティーナ「光と命は衰え」
- 第31曲 レチタティーヴォ「広い湖も凍りつき」
- 第32曲 アリア「旅人が今ここで」
- 第33曲 レチタティーヴォ「そこで旅人が近づいてみると」
- 第34曲 合唱付きリート「くるくる回れ」（糸車の歌）
- 第35曲 レチタティーヴォ「亜麻布を紡ぎ終えて」
- 第36曲 合唱付きリート「ある時、名誉を重んずる娘が」
- 第37曲 レチタティーヴォ「乾燥した東のほうから」
- 第38曲 アリア「これを見るが良い、惑わされた人間よ」
- 第39曲 三重唱と合唱「それから、大いなる朝が」